# یوجی‌سی ۹۶۱۸
یوجی‌سی ۹۶۱۸ یک کهکشان است.